# Briesen (Vetschau/Spreewald)
Briesen, niedersorbisch Brjaze, ist ein Wohnplatz in Laasow, einem Ortsteil der Stadt Vetschau/Spreewald im Landkreis Oberspreewald-Lausitz in Brandenburg. Vor dem 1. Januar 1926 war Briesen eine eigenständige Gemeinde, danach gehörte das Dorf bis zum 1. Mai 1974 zur Gemeinde Tornitz und danach bis zum 26. Oktober 2003 zur Gemeinde Laasow. Briesen liegt im anerkannten Siedlungsgebiet der Sorben/Wenden.

## Lage
Das kleine Dorf Briesen liegt in der Niederlausitz, etwa sechs Kilometer Luftlinie südöstlich von Vetschau. Umliegende Ortschaften sind Tornitz im Norden, die zur Gemeinde Kolkwitz im Landkreis Spree-Neiße gehörenden Ortsteile Eichow und Krieschow im Nordosten, Wiesendorf im Osten und Brodtkowitz im Südosten, Wüstenhain im Süden, Laasow im Südwesten sowie Missen im Westen.
Briesen liegt an der Landesstraße 524 von Eichow nach Ogrosen. Südlich fließt der Briesener Wiesengraben.

## Geschichte
Das Dorf Briesen wurde erstmals am 24. Januar 1495 urkundlich erwähnt. Der Ortsname ist vom sorbischen Wort „brjaza“ abgeleitet, was „Birke“ bedeutet. Briesen war ein Gutsweiler von Laasow und gehörte zur Ersterwähnung und bis frühestens 1587 den Herren von Zabeltitz. Von mindestens 1622 bis 1864 hatten die Herren von Zschertwitz das Ortspatronat inne. Im Jahr 1708 lebten in Briesen sieben Gärtnerfamilien, für das Jahr 1718 sind sieben Kossäten verzeichnet, die eine Schatzung von 800 Gulden an die Standesherren abzugeben hatten. 1755 hatte Briesen 97 Einwohner. Beim Wiener Kongress im Jahr 1815 wurden nach der Niederlage des Königreiches Sachsen Gebietsabtretungen an das Königreich Preußen beschlossen, die auch Briesen betrafen. Danach lag die Gemeinde im Landkreis Calau im Regierungsbezirk Frankfurt in der Provinz Brandenburg.
Für die Jahre 1818 und 1840 werden in Briesen eine Schäferei und eine Ziegelei erwähnt. In letzterem Jahr gab es im Ort 20 Wohngebäude mit 108 Einwohnern. Eingepfarrt war Briesen nach Laasow. 1864 gab es nur noch die Schäferei, Briesen hatte zu dieser Zeit 122 Einwohner. Historisch hatte Briesen einen hohen sorbischsprachigen Bevölkerungsanteil. Arnošt Muka zählte für seine Statistik über die sorbische Bevölkerung in der Lausitz im Jahr 1884 110 Einwohner in Briesen, davon waren 74 Einwohner (67 %) Sorben. Zu Beginn des 20. Jahrhunderts lebten 104 Einwohner in Briesen.
Am 1. Januar 1926 wurde Briesen nach Tornitz eingemeindet. Nach dem Ende des Zweiten Weltkrieges wurde Briesen Teil der Sowjetischen Besatzungszone und später der DDR. Bei der Kreisreform am 25. Juli 1952 kam das Dorf an den Kreis Calau im Bezirk Cottbus. Am 1. Mai 1974 wurde die Gemeinde Tornitz aufgelöst und die Dörfer Briesen und Tornitz nach Laasow eingemeindet. Nach der Wende wurde der Kreis Calau in Landkreis Calau umbenannt und schließlich aufgelöst. Im Zuge der Kreisreform Brandenburg 1993 kam die Gemeinde Laasow mit ihren Ortsteilen in den Landkreis Oberspreewald-Lausitz. Am 26. Oktober 2003 wurde die Gemeinde Laasow mit ihren Ortsteilen in die Stadt Vetschau/Spreewald eingemeindet.

## Einwohnerentwicklung
| 1875 | 116 | 1910 | 93 |
| 1890 | 112 | 1925 | 93 |